# 松崎一雄
松崎 一雄（まつざき かずお、1901年（明治34年）8月11日 - 2000年（平成12年）4月14日）は、日本の実業家。森永商事代表取締役社長、森永製菓代表取締役副社長、森永乳業取締役、学校法人立教学院理事長を務めた。子に松崎昭雄がいる。

## 人物・経歴
1901年、松崎半三郎の長男として生まれる。
立教大学に入学。予科2年の時に、バスケットボール部に入る。部ではアメリカから帰ってきた志賀直哉の弟がコーチを務めた。1926年、立教大学商学部（現・経済学部、経営学部）卒業。
1927年、森永製菓に入社する。1942年、森永製菓取締役に就任し、1943年、森永製菓常務、1952年、森永製菓専務、1966年、森永製菓副社長と歴任。
森永商事代表取締役社長、森永乳業取締役も務めた。1985年、森永製菓相談役。
1959年には、母校である立教大学の校友会会長に就任。校友会館「セントポールズ会館」建設のため5万人の校友に募金を呼びかけるなど、校友会の発展に尽力した。
1971年8月から1979年10月まで、学校法人立教学院理事長を務めた。
2000年4月14日、肺炎のため死去。98歳没。